# Herodian
Herodian (łac. Herodianus, gr. Ἡρωδιανός Hērōdianós, ur. ok. 180, zm. ok. 250) – historyk grecki z czasów cesarstwa rzymskiego.
Autor złożonej z 8 ksiąg i zachowanej w całości historii następców Marka Aureliusza zatytułowanej Τῆς μετὰ Μάρκον βασιλείας ἱστορία (Tes meta Markon basileias historia, łac. Historia post Marcum Aurelium), w której opisał panowanie 19 cesarzy.

## Postać
Był Grekiem, być może wyzwoleńcem, prawdopodobnie pochodził z Syrii; w swej zawodowej karierze zajmował niższe urzędy cesarskie i publiczne. Poza tym wiadomo jedynie to, co sam fragmentarycznie podaje w swym dziele: że mając już 70 lat ma zamiar opisać wszystko, co w tym czasie widział (II 15,7; por. I 1,5), a w spisanych wydarzeniach uczestniczył osobiście (I 2,5). Pewne wypowiedzi sugerują jego obecność w samym Rzymie (I 15,5, III 8,10).

## Dzieło
Historię swą rozpoczętą od śmierci Marka Aureliusza w roku 180, Herodian zakończył w momencie objęcia władzy przez Gordiana III w roku 238, obejmując nią niespełna 60 lat. Dzieje te potraktowane są z punktu widzenia historiografii senatorskiej, silny wpływ na opinie autora o poszczególnych cesarzach ma ich stosunek do senatu. Autor dbał o formę swego dzieła, pisał w stylu attycyzującym, wzorując się na Tukidydesie, cechuje go rozwlekłość stylu. Kronika jest silnie zabarwiona retoryką, opisy bitew są krótkie i zdawkowe, wplecione są za to liczne mowy. Pod względem wartości historycznej dzieło posiada sporo wad: autor nie potrafił dostrzegać ciągów przyczynowo-skutkowych i zdarzało mu się skupiać na informacjach błahych, pomijając najważniejsze. Występują omyłki chronologiczne oraz geograficzne: np. Mezopotamię nazywa Arabią Felix (III 9,3), a bitwę pod Issos uważa za ostatnią w wojnie Aleksandra Wielkiego z Dariuszem (III 4,3). Największą wartość źródłową mają trzy ostatnie księgi. 
Mimo braku dalszych wydarzeń do połowy III wieku, dzieło góruje nad Historią Kasjusza Diona zachowaną w wyciągach i zakończoną na roku 229. Kronika Herodiana wywarła wpływ na późniejszych historyków, stanowiąc wzór dla autorów Historia Augusta oraz Ammianusa Marcellina.
W pierwszym polskim przekładzie, dokonanym przez Ludwika Piotrowicza i zatytułowanym Historia Cesarstwa Rzymskiego, dzieło ukazało się dopiero w 1963 roku.